# Gymnangium ascidioides
Gymnangium ascidioides är en nässeldjursart som först beskrevs av V.S. Bale 1882.  Gymnangium ascidioides ingår i släktet Gymnangium och familjen Aglaopheniidae. Inga underarter finns listade i Catalogue of Life.